# Queen Elizabeth Olympic Park

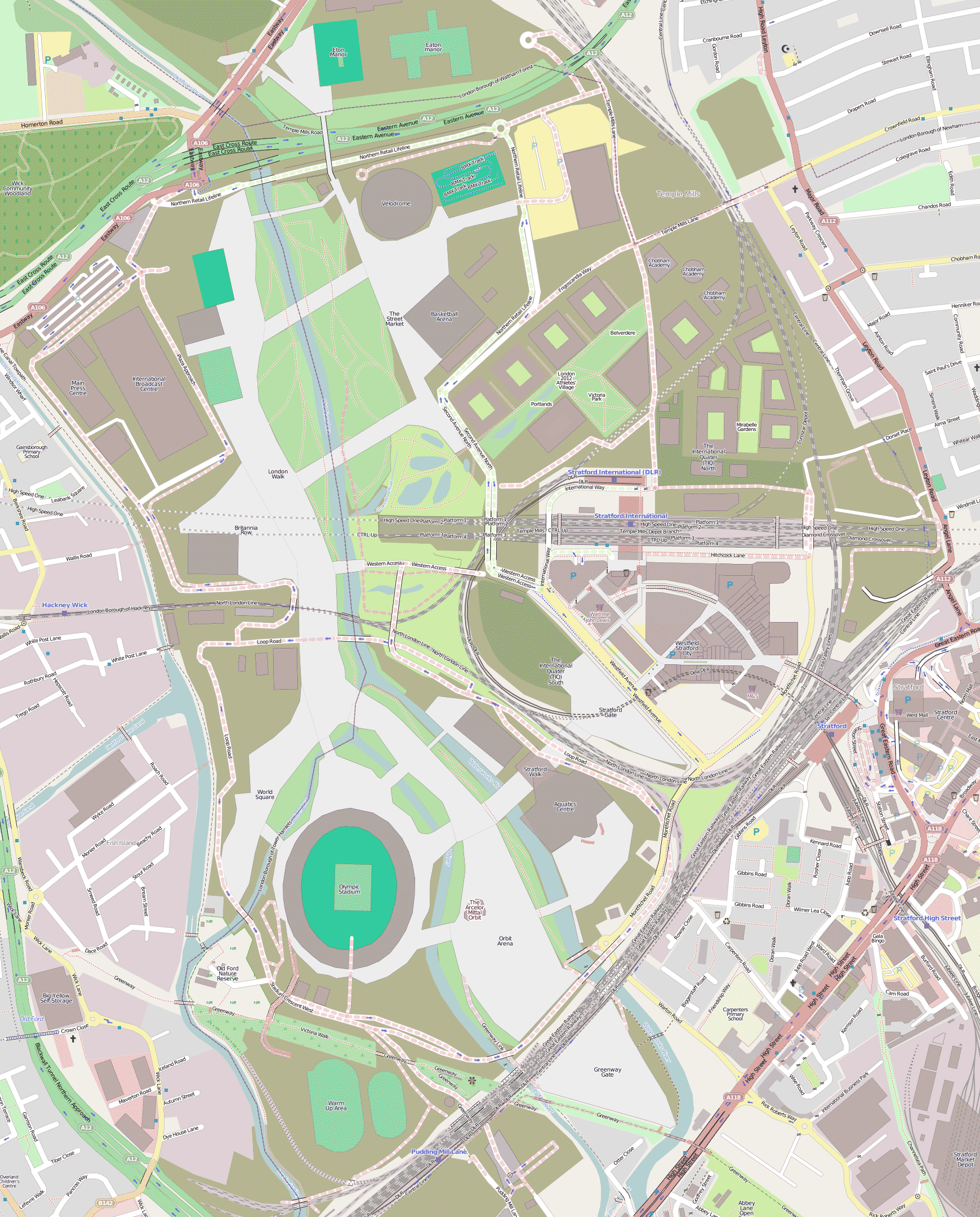
Kaartje

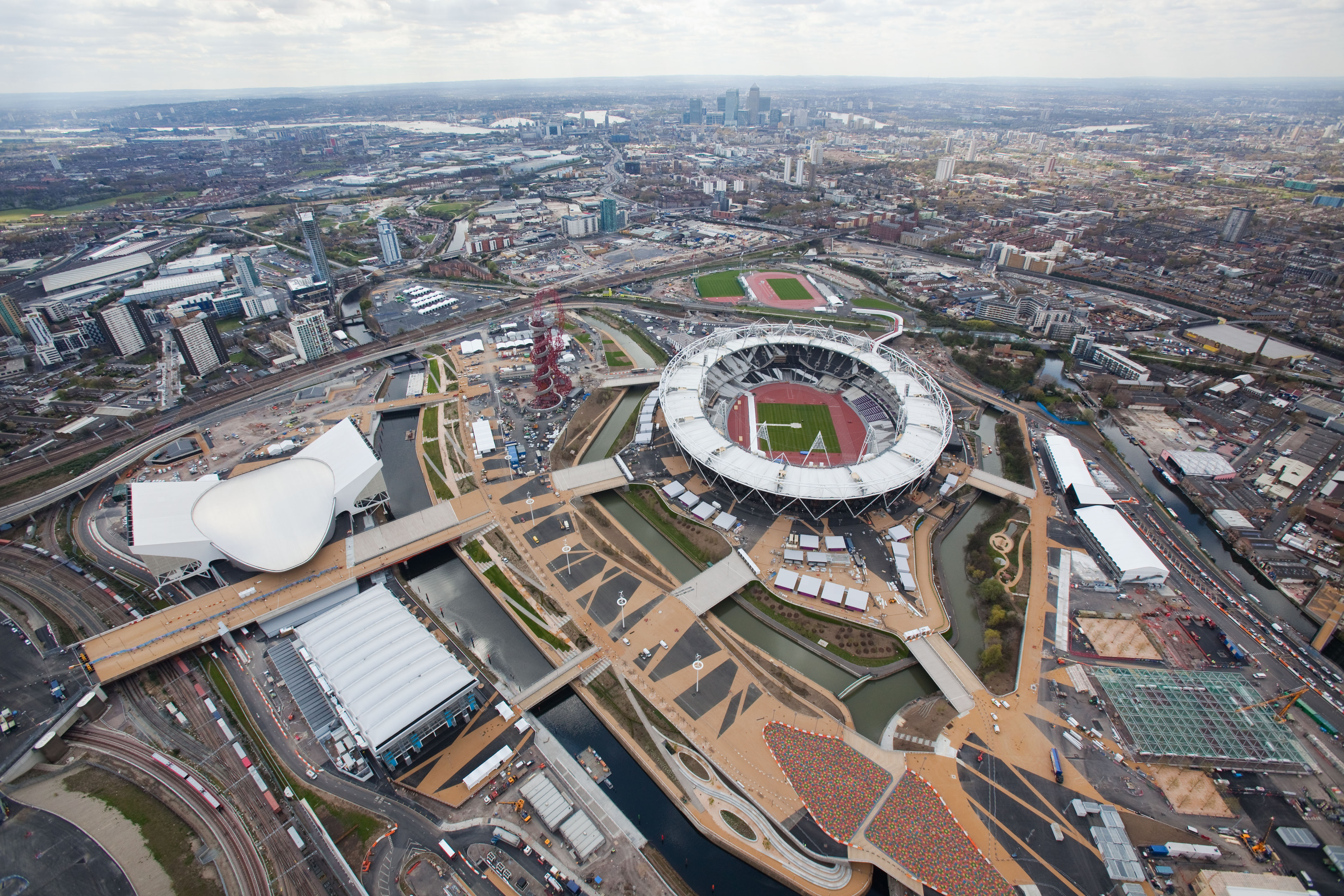
Een luchtfoto van het Olympic Park (2012)

Het Queen Elizabeth Olympic Park was de hoofdlocatie van de Olympische Zomerspelen van 2012. Het park ligt in Stratford, Newham. Het park biedt plaats aan het Olympisch stadion, zes andere accommodaties, de Orbit uitzichttoren en het Olympisch dorp.
Het Olympic Park werd na afloop van de Spelen hernoemd naar Queen Elizabeth Olympic Park, naar Koningin Elizabeth die in 2012 haar 60-jarig ambtsjubileum vierde.

## Accommodaties
- Olympisch Stadion
- London Aquatics Centre
- Water Polo Arena
- Olympic Hockey Centre
- Basketball Arena
- Handball Arena
- London Velopark

## Vervoer
Het Queen Elizabeth Olympic Park ligt naast het Station Stratford en Stratford International. Het openbaarvervoersnetwerk rond Stratford is of wordt sterk uitgebreid om de grote aantallen reizigers efficiënt te kunnen aan- en afvoeren. Tijdens de Spelen kunnen bezoekers van het Olympic Park gebruikmaken van tien verschillende spoorlijnen met een capaciteit van 240.000 passagiers per uur.

## Na de Spelen
Het Olympic Park krijgt een aantal nieuwe bestemmingen nadat de Spelen afgelopen zijn:
- Queen Elizabeth Olympic Park wordt omgevormd tot een van de grootste stadsparken in Europa die in de afgelopen 150 jaar zijn aangelegd. Het park is ontworpen om de plaatselijke ecologie te verrijken door wetlands te herstellen en inheemse flora te planten.
- Een nieuwe universiteit wordt opgericht om gebruik te maken van de hoogwaardige sportfaciliteiten en communicatie-infrastructuur. De universiteit gaat zich richten in sportwetenschap, digitale media en groene technologieën.
- De sportfaciliteiten worden beschikbaar voor lokale sportverenigingen.
- Het Olympisch dorp wordt omgebouwd tot 3.600 appartementen en verkocht op lokale markt.
- In het Park blijft de ArcelorMittal Orbit, een stalen uitzichttoren, en het grootste kunstwerk in het Verenigd Koninkrijk, geopend voor bezoekers.[2]
- Het Olympisch stadion zal omgevormd worden naar een nieuw voetbalstadion voor West Ham United

- Library of Congress Control Number: nb2014017423
- MusicBrainz: 37db1dfa-9843-44bf-a41a-40179d703eb7
- Virtual International Authority File: 309836403
- WorldCat: E39PBJqw4FQxGtbyb9dMCrGj4q